# Tarpa
Tarpa är en ort i Ungern.   Den ligger i provinsen Szabolcs-Szatmár-Bereg, i den nordöstra delen av landet, 270 km öster om huvudstaden Budapest. Tarpa ligger 109 meter över havet och antalet invånare är 2 331.
Terrängen runt Tarpa är mycket platt. Runt Tarpa är det ganska glesbefolkat, med 42 invånare per kvadratkilometer. Närmaste större samhälle är Fehérgyarmat, 13,6 km söder om Tarpa. Omgivningarna runt Tarpa är en mosaik av jordbruksmark och naturlig växtlighet.
Orten är känd för den fortfarande fungerande hästvarnen från 1800-talet och för sina plommodlingar. I Sverige säljs ekologisk plommonmos under varumärket Tarpa Zwetschgenmus i framförallt delikatess- och hälsokostbutiker.